# Glossmetro

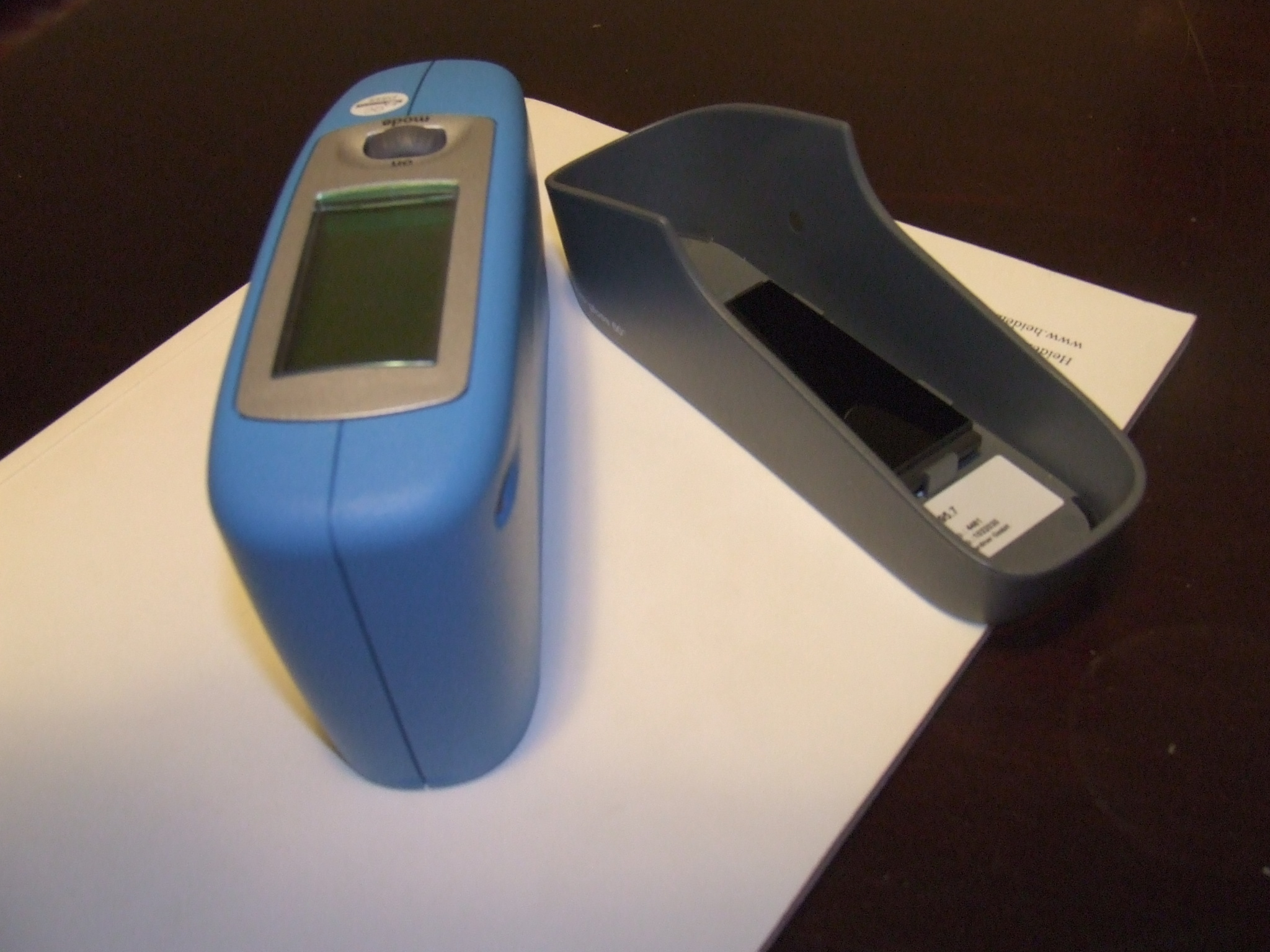
Un glossmetro

Il glossmetro è uno strumento per la misurazione della brillantezza mediante la riflessione della luce su una superficie. Tale valore si determina tramite la relazione della intensità della luce riflessa dal suo punto di impatto a una placca di riflessione interna.
Il nome deriva dall'unità di misura della brillantezza (il gloss per l'appunto).